# Benjamin Frith
Benjamin Frith, né le 11 octobre 1957 à Sheffield, est un pianiste classique britannique. 

## Biographie
Benjamin Frith fait ses études à l'Université de Leeds et obtient un BA en musique en 1979. Il étudie ensuite auprès de Fanny Waterman et remporte plusieurs prix au début de sa carrière, y compris la médaille d'or du Concours de piano Arthur Rubinstein 1989, en Israël. Il remporte également le Concours de piano Dudley à l'âge de quatorze ans seulement. Il se produit avec plusieurs des plus grands orchestres du monde, notamment l'Orchestre symphonique de Berlin, le Philharmonique israélien, l'Orchestre Symphonique de Birmingham, la Radio nationale polonaise et l'Orchestre philharmonique de la BBC. Il travaille avec de nombreux chefs d'orchestre tels que Zubin Mehta, Antoni Wit, Tamás Vásáry, Skrowaczewski, Matthias Bamert, Atzman et Barry Wordsworth. 
Son répertoire va de Bach à Tippett et comprend plus de 50 concertos. Il enregistre tous les concertos de John Field. En 2002, les numéros 5 et 6 atteignent le sommet des charts classiques et depuis lors, il enregistre l'intégrale des Nocturnes de John Field pour piano. Son disque des Davidsbündlertänze de Robert Schumann est choisi comme principale recommandation du programme « Construire une bibliothèque » de Radio 3. Cinq de ses enregistrements sont représentés dans le guide des meilleurs disques de Gramophone. En réponse à son enregistrement des Variations Diabelli, le critique de Gramophone, Richard Osborne, écrit : « Il possède un formidable talent, tant musicalement que techniquement. En fait, j'irais jusqu'à suggérer qu'il n'y a pas eu de meilleur Diabelli enregistré par un jeune pianiste depuis l'enregistrement classique de Stephen Kovacevich, 28 ans, en 1968 ». Un enregistrement de 2002 d’une sélection de sonates de Domenico Scarlatti est décrit dans le BBC Music Magazine comme suit : « Benjamin Frith est un choix inspiré pour le cinquième disque du cycle de Naxos. sur la capacité du piano à sélectionner un brin, à mettre en forme des dynamiques et à donner aux textures un effet de pédale subtil, sans jamais donner une image fausse de Scarlatti — un disque destiné à convertir les authentistes les plus purs et purs ». 
Il est membre du Gould Piano Trio et est professeur au Royal Northern College of Music de Manchester.